# Västerländsk marxism
"Västerländsk marxism" syftar vanligen till en marxistisk strömning i västvärlden som pågick mellan 1920-talet och 1970. Framträdande personer inom denna rörelse var Georg Lukács, Karl Korsch, Antonio Gramsci, Max Horkheimer, Theodor Adorno, Herbert Marcuse och Jean-Paul Sartre. Västerländska marxister var i regel kritiska till ortodox marxism, Sovjetunionen och Andra internationalen. Västerländska marxister har framförallt varit akademiker snarare än aktivister och politiker. Detta har medfört att västerländska marxister skrivit mer om filosofi, epistemologi, metodologi och estetik än politik och ekonomi. Enligt Stuart Sim har västerländska marxister framförallt varit intresserade av att tolka världen snarare än att förändra den.
Västerländska marxister har betonat marxismens "vetenskaplighet", något som härstammar från Lukács idé om att marxismen är en metod snarare än en samling doktriner. Lukács menar att eftersom marxismen är en metod, är sanningshalten i Marx påståenden irrelevanta. Detta och flera andra av Lukács skrivelser väckte stor kritik från dåtidens kommuniströrelse, vilket sedermera ledde till att Lukács "ångrade" sina uttalanden. Detta till trots har Lukács texter fått en stor betydelse såväl för västerländsk marxism som för senare utvecklingar i marxistisk teori, såsom postmarxism.

## Frankfurtskolan
Frankfurtskolan, bildad under 1920-talet i Frankfurt, Tyskland, var en löst sammansatt grupp tyska akademiker som utvecklade vad de benämnde som "kritisk teori". Gruppen bestod av bland annat Max Horkheimer, Herbert Marcuse, Theodor Adorno, Erich Fromm, Jürgen Habermas och Walter Benjamin. Personerna i gruppen samverkade i viss mån, men var samtidigt självständiga och oeniga om många filosofiska och politiska frågor. Gruppen har framförallt haft en akademisk påverkan, men har även influerat den politiska rörelsen "Nya vänstern".

### Adorno och Horkheimer
Theodor Adorno och Max Horkheimers verk Upplysningens dialektik kritiserar bland annat den klassiska marxismens strävan efter kontroll över världen och den mänskliga naturen. Adorno och Horkheimer menar att detta "kontrollbehov" är något typiskt för upplysningstiden, och att klassisk marxism innefattar ett sådant kontrollbehov just för att klassisk marxism är en produkt av upplysningen. Adorno menar att det är omöjligt att se "helheten" och därmed anser Adorno att det också är omöjligt att kontrollera denna "helhet". Adorno betonar olikhet och oförutsägbarhet, och ställer sig kritisk till den klassiska marxismens strävan efter konformitet. Adorno menar att marxistiska koncept såsom klassmedvetande, hegemoni, totalitet och dialektisk resolution försökt utrota skillnader genom att försöka forma individen till att inta särskilda roller. I boken Negativ dialektik kritiserar Adorno den typ av dialektik som användes av Marx, som han beskriver som en strävan efter "lösningar" (positiva resultat) på motsägelser. Adornos "negativa dialektik" syftar istället till en strävan efter att visa bräckligheten och osanningen i identiteter, samt hur koncept är väsensskilda från de ting eller fenomen som koncepten syftar till.

### Marcuse
En annan teoretiker inom Frankfurtskolan är Herbert Marcuse. Marcuse menade att marxismen behövde förändras för att kunna möta kapitalismens problem. Marcuse var bland annat kritisk till den klassiska marxismens syn på klassmedvetande. Enligt Marcuse är inte endast arbetare förtryckta av kapitalismen, utan också medelklassen. Vidare menar Marcuse att världen är betydligt mer komplex och föränderlig än Marx traditionella klasskoncept antyder. Marcuse är även kritisk till den ortodoxa marxismens "kontrollbehov", som han menar förnekar existensen av mänsklig frihet.
Marcuse var även kritisk till sovjetisk marxism, som han menade var byggd på en leninistisk feltolkning av Marx. Marcuse är bland annat kritisk till den sovjetiska kommunismens totalitarianism, auktoritarism och maktcentralisering. Marcuse betraktade det sovjetiska systemet som en diktatur "över" arbetare/proletariatet snarare än "av" arbetare/proletariatet.

### Habermas
Jürgen Habermas anser att mycket av Marx verk är användbart, men att det ändå finns betydande svagheter i klassisk marxism. Habermas menar att många av de problem som finns i Marx verk härstammar från en "besatthet med totalitet" som Habermas menar att Marx ärvt från Friedrich Hegel. Habermas anser även att klassisk marxism är otillräcklig för att analysera utvecklingar i kapitalismen som skett långt efter Marx död. Till exempel menar Habermas att alienation inte endast upplevs av arbetaren, utan också av konsumenter. Sådan alienation menar Habermas att den klassiska marxismen är oförmögen till att analysera. Vidare menar Habermas att välfärdsstater effektivt mildrat klassantagonism och därmed klasskamp, vilket gjort att den marxistiska teorin om klassmedvetenhet förlorat sin betydelse. Därför menar Habermas att den marxistiska teorin behöver justeras och uppdateras för att kunna ha fortsatt relevans.

## Existentiell marxism
Jean-Paul Sartre utgjorde genom sitt försök att kombinera marxism med existentialism en viktig kritiker av den klassiska marxismen. Sartres tidiga existentialistiska verk behandlar till viss del subjektet, som Sartre menar har en fri vilja och handlingskapacitet. Det finns i Sartres världsbild inget "klassmedvetande" som dikterar hur personen ska agera eller i vilken riktning historien är på väg. Subjektet/individen är i således i Sartres världbild betydligt mer fri än vad klassiska marxister hävdar. Oförutsägbarhet och instabilitet tar även en större plats i Sartres världsbild än i den klassisk eller ortodoxt marxistiska. I boken Critique of Dialectical Reason argumenterar Sartre för att marxismen befinner sig i en kris. Skälet till denna kris menar Sartre ligger i marxismens "dialektiska förnuft", som enligt Sartre reducerar människan till en pjäs i ett redan förutbestämt metafysiskt spel. Sartre menar att detta förnekar människans frihet och människans roll i historien. Sartre menar även att detta "dialektiska förnuft" inom marxismen blivit en form av dogmatism.
Sartre menar även att det är individer som styr kollektivets riktning, snarare än tvärt om. Detta introducerar en aspekt av oförutsägbarhet och osäkerhet i den marxistiska klasskampen. Sartre menar att individer kan fritt välja att delta eller att inte delta i klasskamp. Detta är i stark kontrast till ortodox marxism, som betraktar handlingen "att inte delta i klasskamp" som ett uttryck för "falskt medvetande" (att inte vara medveten om sin klasstillhörighet). Ortodoxa marxister betraktar klasskamp som något nödvändigt, och att en del i klasskampen är att individer ansluter sig till detta och att deras vilja dikteras av kollektivets strävan.

## Kritik
Västerländsk marxism har av Perry Andersson kritiserats för att vara alltför akademisk. Enligt Andersson har den västerländska marxismens akademiska lutning underminerat socialismens potential i västvärlden.